# قرى محافظة الرقة
هذه قائمة بقرى محافظة الرقة السورية مرتبة أبجديا:

## أ
أبو قبيع - البوحمد الحمدانية - أبو شارب - أعيوج - أبوجدي (يثرب)

## ب
البارودة - بيوض - بعاص(الحصان) التكماني الغربي - التكماني الشرقي - بئر الصناع (بندرخان)

## ت
تل السمن
تشرين

## ج
الجرنية : ناحية تقع على الضفة اليسرى لنهر الفرات ،أغلب سكانها من المغموريين تتبع لها أكثر من مئة قرية منها:
بتيت - المويلح - حبيتر - تل عثمان - سمرة صغيرة وكبيرة - بئر ظاهر - النجمة -الكجي - دخان - الشوعة - بئر المراد - حلاوة - الزريجية - طاوي - الطنيرة - شمس الدين
جعبر - الجزرة - جديدة خابور - الجايف - الجبلي

## ح
الحويش - الحمام - حمرة ناصر - حاوي الهوى - حزيمة - حمام التركمان -حمرة جماسة

## خ
خنيز - الخيالة

## د
دبسي فرج - دبسي عفنان

## ر
رقة سمره - الرحيات - قرية الرشيد - رطلة

## س
السحل - السلحبية - سويديةكبيرة - سلوك - السبخة

## ش
شمس الدين - الشرقراق - الشريدة الغربية

## ص
الصفصاف

## ط
الطبقة

## ع
العكيرشي - العلي باجلية - العبارة - عايد - عين عيسى - عين العروس

## غ
غانم العلي 

## ف
فاطسة ذيب

## ك
كديران - الكالطة - كسرة فرج - ( عفنان .. شيخ الجمعة .. محمد علي )

## م
المنصورة - المحمودلي - معيزيلة - مطب البوراشد - المشلب

## ه
هنيدة - الهورة

## و
الوديان